# Flexamia inflatus
Flexamia inflatus är en insektsart som beskrevs av Henry Fairfield Osborn och Ball 1897. Flexamia inflatus ingår i släktet Flexamia och familjen dvärgstritar. Inga underarter finns listade i Catalogue of Life.